# Last Call (film, 2016)
Pour les articles homonymes, voir Last Call.
Pour plus de détails, voir Fiche technique et Distribution.
Last Call ou Un homme de famille au Québec (A Family Man) est un drame américain réalisé par Mark Williams, sorti en 2016.

## Synopsis
Dane Jensen est un chasseur de têtes arriviste et ambitieux. Il néglige sa famille pour tenter d'obtenir le poste de manager d'une grande firme de recrutement. Son rêve se fragilise lorsque son fils de 10 ans est atteint d'un cancer et cela va changer bien des choses...

## Fiche technique
- Titre original : A Family Man
- Titre français : Last Call
- Réalisation : Mark Williams
- Scénario : Bill Dubuque
- Photographie : Shelly Johnson
- Montage : Thom Noble
- Musique : Mark Isham
- Production : Gerard Butler, Nicolas Chartier, Craig J. Flores, Patrick Newall, Alan Siegel et Mark Williams
- Sociétés de production : Zero Gravity Management
- Sociétés de distribution : Vertical Entertainment
- Pays d’origine :  États-Unis
- Langue originale : anglais
- Format : couleur
- Genre : drame
- Durée : 108 minutes
- Dates de sortie
  - États-Unis :
    - 13 septembre 2016 (Festival international du film de Toronto)
    - 28 juillet 2017 (sortie nationale)

  - France : 6 décembre 2017 (DVD)

## Distribution
- Gerard Butler (VF : Boris Rehlinger) : Dane Jensen
- Alison Brie (VF : Céline Mauge) : Lynn Wilson
- Willem Dafoe (VF : Éric Herson-Macarel) : Ed Blackridge
- Alfred Molina (VF : Gabriel Le Doze) : Lou Wheeler
- Gretchen Mol (VF : Barbara Beretta) : Elise Jensen
- Maxwell Jenkins (VF : Aloïs Agaësse-Mahieu) : Ryan Jensen
- Julia Butters : Lauren Jensen
- Anupam Kher (VF : Omar Yami) : Dr Savraj Singh
- Dustin Milligan (VF : Stéphane Fourreau) : Sumner Firestone
- Dwain Murphy (VF : Jean-Baptiste Anoumon) : Antoine
- Mimi Kuzyk : Bernadine
- Kathleen Munroe (VF : Rafaèle Moutier) : Toni Smith
- Jess Berry (VF : Kelly Marot) : Dottie
- Russell Yuen (VF : Éric Marchal) : le recruteur
- Brittany Anne Woodford : Melody (non créditée)

version française réalisée par la société de doublage BTI Studios, sous la direction artistique de Brigitte Hansen, avec une adaptation des dialogues de Laura Préjean.
 Source et légende : version française (VF) sur RS Doublage et selon le carton du doublage français sur le DVD zone 2